# Horst (Holstein)
Horst település Németországban, Schleswig-Holstein tartományban. Lakosainak száma 5930 fő (2023. december 31.).

## Népesség
A település népességének változása:
| Lakosok száma | 3939 | 5659 | 5709 | 5754 | 5837 | 5930 |
|               | 1975 | 2017 | 2019 | 2021 | 2022 | 2023 |